# التقسيم الإداري في زامبيا
تنقسم زامبيا إلى عشر محافظات، وتنقسم كل محافظة إلى عدة مقاطعات ما مجموعه 103 مقاطعة، والمحافظات هي:

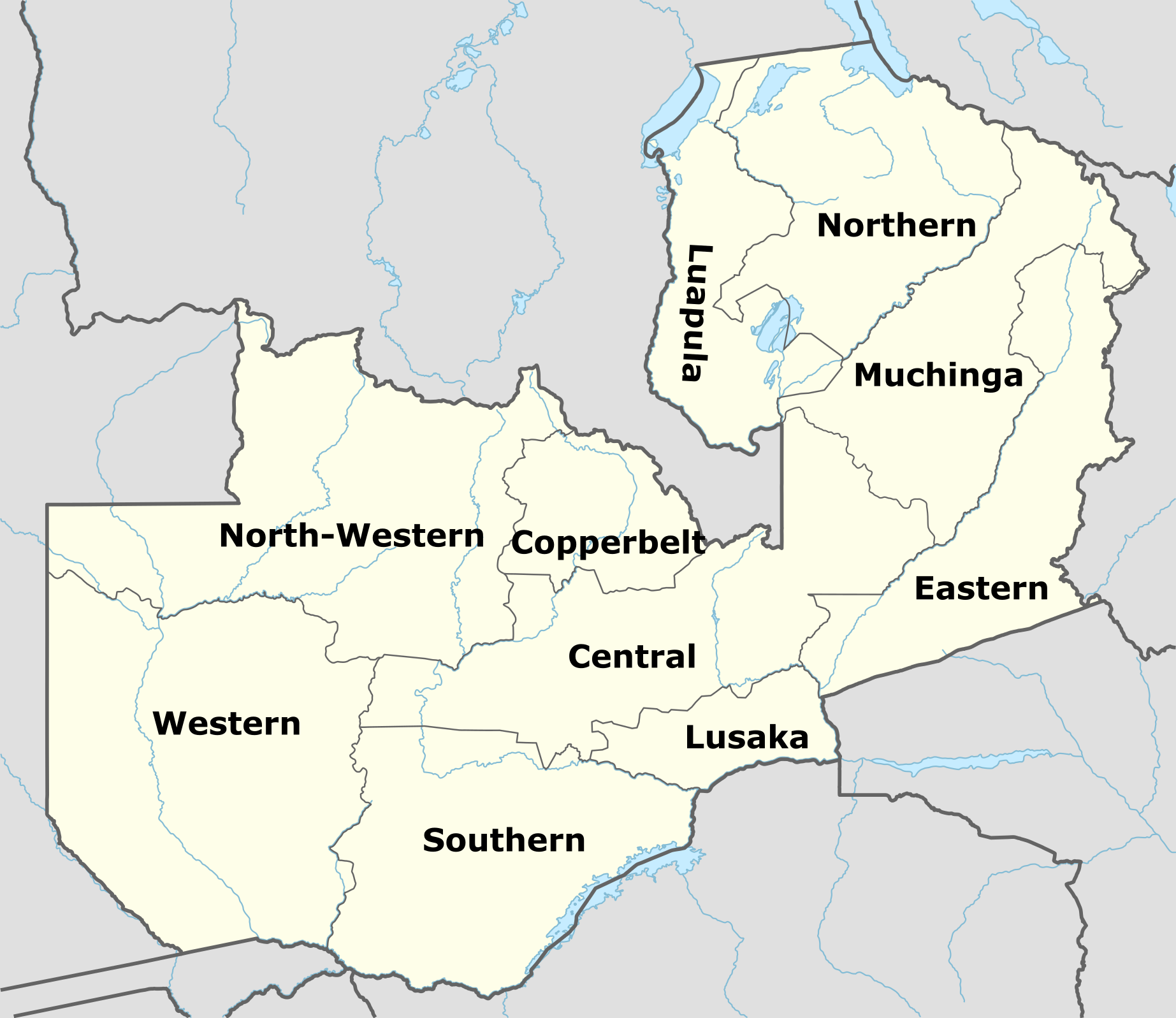
محافظات زامبيا

- المحافظة الوسطى
- كوبريلت
- المحافظة الشرقية
- لوابولا
- لوساكا
- محافظة موتشينغا [note 1]
- المحافظة الشمالية
- المحافظة الشمالية الغربية
- المحافظة الجنوبية
- المحافظة الغربية